# Aardbeving Manilla 1863
De aardbeving bij Manilla in 1863 was een aardbeving in de Filipijnen op 3 juni 1863. Het epicentrum van de aardbeving, met een moment-magnitude van MW = 6,5 lag dicht bij de Filipijnse hoofdstad Manilla in de Baai van Manilla. De aardbeving was hierdoor een van de meest verwoestende Filipijnse aardbevingen van de 19e eeuw en veroorzaakte ook een tsunami.
De beving vond plaats op 3 juni 1863 rond half zeven in avond. Gedurende een halve minuut waren drie hevige schokken voelbaar. Later in de avond en nacht werden ook nog kleinere naschokken gevoeld. De drie eerste schokken veroorzaakten in Manilla en directe omgeving veel schade. De grootste schade werd waargenomen in de districten in het noorden en centrum van de stad in Intramuros, San Nicolas, Tondo, Binondo, Santa Cruz, Quiapo en San Miguel. In totaal stortten 47 publieke gebouwen en 570 woningen in. De meeste andere gebouwen waren ook beschadigd. Het augustijnenklooster was het enige grote gebouw dat niet beschadigd was. Een van de gebouwen die instortte was de Kathedraal van Manilla. Diverse geestelijken, koorknapen en andere gelovigen die die bewuste avond voorbereidingen getroffen voor sacramentsdag kwamen daarbij om het leven. Onder de doden was ook pater Pedro Pelaez. De restauratie van de kathedraal werd lang uitgesteld. Pas na een volgende hevige aardbeving in Manilla 1870 begon men aan de wederopbouw van de kathedraal. Ook het paleis van de Spaanse gouverneur-generaal van de Filipijnen werd zwaar getroffen, zodat hij gedwongen was te verhuizen naar Malacañang Palace, dat tegenwoordig nog dienstdoet als ambtswoning van de Filipijnse president. De beving zorgde naast de grote schade op land ook voor een tsunami in de Baai van Manilla. De golf sloeg de fregatten in de haven van Manilla tegen de zeebodem aan en naar verluidt verging ook de stoomboot Esperanza met haar volledige bemanning.
In totaal kwamen ongeveer 400 mensen om het leven en raakten zo'n 2000 mensen gewond.